# Церква Успіння Пресвятої Богородиці (Броварі)
Церква Успіння Пресвятої Богородиці в Броварах — парафія і храм православної громади Бучацького деканату Тернопільсько-Теребовлянської єпархії Православної церкви України в селі Броварі Чортківського району Тернопільської области.

## Історія церкви
У 2004 році на Успіння Пресвятої Богородиці храм у Броварах відзначив столітній ювілей. Раніше на місці теперішньої фігури Матері Божої стояла стара дерев'яна церква.
У долині біля храму є хрест, пожертвуваний Володимиром Павлишиним. Біля криниці з джерелом стоять хрести, куди віряни урочистою ходою йдуть на освячення води на Йордан та в день Святої Трійці. У 2003 році Іван Добрянський подарував храму ікону Успіння Пресвятої Богородиці.
На роздоріжжі між Броварами та Язловцем у 2008 році за пожертви представників різних християнських конфесій була збудована й освячена фігура Матері Божої. Перед нею стоїть хрест, встановлений на честь 1000-ліття Хрещення Руси-України. Праворуч від храму знаходиться ще одна фігура Божої Матері. Колись на цьому місці був престол старої дерев'яної церкви, від якої зберігся аналой (1867), що досі використовується під час богослужінь. Фігуру встановили у 1910 році за добровільні пожертви.
У 2002 році біля будинку священника встановили хрест, пожертвуваний Йосифом Рибніцьким.
У 1991 році було збудовано та освячено капличку Божої Матері, а у 1998-му — дзвіницю. Перед храмом розташована фігура Божої Матері, що є даром дітей села Броварі та Йосифа Рибніцького.

## Парохи
- о. Михайло Снігорович
- о. Демешко
- о. Гордійчук
- о. Ярослав Домінський,
- о. Михаїл Чайківський (1971—1990)
- о. Михаїл Мойсей
- о. Степан Суканець
- о. Мирон Заєць
- о. Володимир Прицький (з 1999)